# Зенбы (герб)
Зенбы (пол. Zęby, Trzy Zęby, Smocze Zęby, Wilcze Zęby) — польский дворянский герб.

## Описание
В красном поле обращенные влево три зуба, выходящие из десны. Это герб многих благородных венгерских фамилий в том числе, принадлежит Баториям, отчего и помещался на груди польского орла при короле Стефане Батории.

## Герб используют
Batory, Batowski